# Hồ Ca
Hồ Ca (sinh ngày 20 tháng 9 năm 1982) là nam diễn viên, ca sĩ người Trung Quốc. Khi còn học tại Học viện Hí kịch Thượng Hải, anh được mời tham gia diễn xuất trong Tiên kiếm kỳ hiệp (2005) với vai chính là Lý Tiêu Dao đã giúp anh giành vô số giải thưởng  và một bước trở thành một trong những nam diễn viên nổi tiếng nhất Trung Quốc . Vào tháng 9 năm 2012, anh được đề cử hạng mục giải Nghệ sĩ mới tại giải Hoa Đỉnh lần thứ 31 cho vai diễn Lâm Giác Dân trong phim điện ảnh chính kịch Cách mạng Tân Hợi. Vai diễn xuất sắc nhất trong thời gian gần đây của anh là Mai Trường Tô trong phim truyền hình Lang Gia Bảng (2015) - giúp anh trở thành Thị Đế của Giải Kim Ưng và Giải Bạch Ngọc Lan, giải thưởng truyền hình nổi tiếng và cao quý nhất Đông Á. Hiện nay, anh đang giữ chức vụ Phó Chủ nhiệm Uỷ ban Tuyên truyền Trung ương Đồng minh Dân chủ Trung Quốc.

## Sự nghiệp

### Bước đầu sự nghiệp
Hồ Ca sinh ra tại Thượng Hải vào ngày 20 tháng 9 năm 1982. Anh bắt đầu được đào tạo và rèn luyện diễn xuất tại Trường sân khấu nghệ thuật Tiểu Minh Tinh. Hồ Ca đã theo học trường tiểu học Hướng Dương (1989 - 1994) và trường cao trung Thượng Hải đệ nhị (1994 - 2001) nổi tiếng nghiêm khắc và sát sao.
Năm 14 tuổi, Hồ Ca bắt đầu làm dẫn chương trình cho chương trình truyền hình có tên Dương Quang Thiếu Niên trên kênh giáo dục của đài truyền hình Thượng Hải.
Năm 2001, Hồ Ca đỗ vào hai trường học viện nghệ thuật danh giá là Học viện Hý kịch trung ương và Học viện Hý kịch Thượng Hải và quyết định theo học tại Học viện Hý kịch Thượng Hải vì niềm đam mê diễn xuất.
- 2002 - 2006: Bắt đầu nổi tiếng

Khi đang học đại học, theo lời giới thiệu của bạn học, anh đã kí hợp đồng với công ty giải trí Thượng Hải Đường Nhân. Sau đó anh bắt đầu xuất hiện trên màn ảnh bằng một vai phụ trong phim điện ảnh Giả trang không cảm giác .
Hồ Ca trở nên nổi tiếng khi đảm nhận vai chính Lý Tiêu Dao trong Tiên kiếm kỳ hiệp 2005 (đóng cặp với Lưu Diệc Phi) . Anh đoạt giải Nghệ sĩ mới xuất sắc nhất và Diễn viên triển vọng tại Tinh quang đại điển 2006 .
Sau Tiên kiếm kỳ hiệp 2005, Hồ Ca tham gia rất nhiều phim truyền hình, đặc biệt là thể loại võ hiệp cổ trang như Thiên ngoại phi tiên 2006 (đóng cặp với Lâm Y Thần), Thiếu niên Dương gia tướng . Hồ Ca nhanh chóng trở thành trụ cột chính của Thượng Hải Đường Nhân. Với bộ phim Thiên ngoại phi tiên 2006, Hồ Ca và Lâm Y Thần được công chúng coi là cặp đôi tiên đồng ngọc nữ, một sự kết hợp hoàn hảo giữa Trung Quốc (Hồ Ca) và Đài Loan (Lâm Y Thần). Hai bài hát Sau khi trời sáng và Ánh trăng do Hồ Ca trình bày trong Thiên ngoại phi tiên 2006 trở thành hai bài hát nổi tiếng thời ấy.
Vào tháng 10 năm 2006, Hồ Ca với tư cách ca sĩ phát hành album đầu tay Trân trọng với ba ca khúc 
Cuối tháng 7 năm 2006 Lâm Y Thần sang Trung Quốc quay Anh hùng xạ điêu với Hồ Ca, bộ phim được chuyển thể từ tác phẩm cùng tên của nhà văn Kim Dung. Khi Anh hùng xạ điêu đang quay dang dở thì bị tạm dừng do Hồ Ca bị tai nạn giao thông phải khâu 100 mũi trên khuôn mặt cuối tháng 8 năm 2006, sự nghiệp của Hồ Ca gần như bị sụp đổ sau biến cố này. Lâm Y Thần phải về Đài Loan. Cuối tháng 9 năm 2006, Lâm Y Thần đến Học viện Điện ảnh New York để học tập ngắn hạn cho một tháng (đầu tháng 11 năm 2006 cô về Đài Loan).

### 2006 - 2007: Giai đoạn khó khăn của Hồ Ca
Bạn gái Tiết Giai Ngưng luôn bên cạnh chăm sóc cho Hồ Ca trong thời gian này, nhưng Hồ Ca khi đó muốn bỏ nghề diễn, chỉ chú tâm viết sách, phát hành sách và làm từ thiện. Tiết Giai Ngưng khuyên Hồ Ca mãi cũng được. Các nhãn hàng, nhà tài trợ dần dần bỏ rơi Hồ Ca. Bộ phim Anh hùng xạ điêu đang quay dang dở có khả năng sẽ không bao giờ được quay tiếp nữa.
Tại Đài Loan, Lâm Y Thần và Trịnh Nguyên Sướng khởi quay bộ phim Thơ Ngây 2 (They Kiss Again) từ ngày 26 tháng 3 năm 2007. Thời gian đó Lâm Y Thần luôn giúp đỡ cho Hồ Ca khi Hồ Ca đang gặp giai đoạn khó khăn nhất trong sự nghiệp, luôn ủng hộ và động viên Hồ Ca quay lại nghề diễn viên (sau này trong các chương trình truyền hình, Hồ Ca luôn chia sẻ lại những gì Lâm Y Thần giúp đỡ anh vào thời gian đó và anh rất cảm ơn Lâm Y Thần về điều đó. Cho đến nay Hồ Ca luôn nhắc mãi hai câu Lâm Y Thần tặng cho anh: "1. Diễn xuất là quá trình khai phá nhân tính của nhân vật; 2. Dùng cả sinh mệnh để diễn xuất"). Hồ Ca dần lấy lại tinh thần.

### 2008 - 2012: Trở lại sau tai nạn và tiếp tục thành công
Khi Hồ Ca chuẩn bị tái xuất thì kịch bản Anh hùng xạ điêu tới kỳ hạn hợp đồng. Lúc đó, Thái Nghệ Nông (CEO công ty sản xuất Đường Nhân) phải đích thân đến Hồng Kông gặp tác giả Kim Dung thương lượng. Kim Dung dừng tất cả thủ tục ký hợp đồng với đối tác mới và gia hạn hợp đồng cũ cho ê-kíp phim Anh hùng xạ điêu thêm 1 năm, đồng thời không yêu cầu thêm tiền lệ phí bản quyền. Đặc biệt, Kim Dung còn chuyển lời động viên đến Hồ Ca: "Trải qua đại nạn, tất có đại thành, tiếp tục nỗ lực, cuối cùng sẽ thành công". Kim Dung cũng đề nghị sẽ cho thêm cảnh quay Quách Tĩnh thụ thương vì quá chiêu với cao thủ nhằm giải thích cho sự biến đổi khuôn mặt của Hồ Ca.
Đến tháng 8 năm 2007, Hồ Ca lành lại khuôn mặt sau vụ tai nạn giao thông vào năm ngoái thì quay lại phim trường Anh hùng xạ điêu để đóng tiếp vai Quách Tĩnh. Sau khi vắng mặt một thời gian dài Hồ Ca đã chính thức tái xuất màn ảnh dù gương mặt anh vẫn cần phẩu thuật thêm nữa cho lành hẳn. Lâm Y Thần liền tạm ngưng quay Thơ Ngây 2, bay từ Đài Loan, trung chuyển qua Hồng Kông, rồi sang Trung Quốc, tiếp tục vào vai Hoàng Dung để quay cho xong bộ phim còn dang dở với Hồ Ca. Ngày 29 tháng 10 năm 2007 Hồ Ca tổ chức sinh nhật hoành tráng cho Lâm Y Thần ngay tại phim trường Anh hùng xạ điêu này để cảm ơn Lâm Y Thần đã vực dậy tinh thần cho anh quay lại với nghề diễn (Hồ Ca cho cột dây đưa Lâm Y Thần lên không trung rồi bắn pháo hoa khắp các rặng núi xung quanh, sau đó Hồ Ca tặng bánh kem khá to cho Lâm Y Thần). Đầu tháng 12/2007 Lâm Y Thần quay xong Anh hùng xạ điêu thì lập tức bay về Đài Loan tiếp tục quay phim Thơ Ngây 2 (They Kiss Again) với Trịnh Nguyên Sướng. Còn Hồ Ca phải quay tiếp những cảnh của riêng mình cho đến ngày 18/1/2008 mới hoàn thành. Với vai Quách Tĩnh trong Anh hùng xạ điêu (2008), sự nghiệp của Hồ Ca nhanh chóng vực dậy trở lại và phát triển hơn trước.
Anh cũng hợp tác với Ngô Tôn và Thái Trác Nghiên trong phim điện ảnh Chuyện tình kiếm khách, dựa trên truyền thuyết rất nổi tiếng của Trung Quốc mang tên Lương Sơn Bá - Chúc Anh Đài.
Tháng 5 năm 2008, anh phát hành album đầy đủ mang tên Xuất phát . Cũng trong tháng 5 năm 2008 anh đã thành lập các quỹ quyên góp cho các nạn nhân trong trận động đất ở Tứ Xuyên ngày 12 tháng 5 năm 2008 và được công chúng nhiệt liệt hưởng ứng (anh từng kể trong một chương trình truyền hình rằng khi trận động đất xảy ra ở Tứ Xuyên đó cũng là lúc anh đang quay phim gần đó, may mắn là anh cùng đoàn phim đã chạy thoát khỏi cơn đại địa chấn đó).
Năm 2009, Hồ Ca trở lại với phim truyền hình Tiên kiếm kỳ hiệp 3 với ba vai diễn khác nhau . Bộ phim đã đạt tỉ suất rất cao trong năm đó.
Năm 2010, Hồ Ca đóng vai chính Dịch Tiểu Xuyên trong bộ phim truyền hình Thần thoại, được sản xuất dựa trên bộ phim điện ảnh cùng tên của Thành Long. Phim đạt được tỉ suất người xem rất cao và giúp cho anh đạt được nhiều giải thưởng lớn, trong đó có giải Nam diễn viên xuất sắc nhất thuộc thể loại thần thoại tại giải Hoa Đỉnh năm 2010. Cùng năm, Hồ Ca đảm nhận vai chính Trần Tông trong Cà phê đắng.
Năm 2011, để tránh đóng khung hình tượng với những vai thiếu hiệp cổ trang Hồ Ca tham gia hai bộ phim truyền hình hiện đại là Modern Tân nhân loại và Cao thủ như lâm. Hai phim được phát sóng trên các kênh Đông Phương TV và Thâm Quyến TV trong năm 2011.
Năm 2012, Hồ Ca tham gia sản xuất và đóng vai chính Vũ Văn Thác trong bộ phim truyền hình Hiên Viên kiếm - Thiên chi ngân, được chuyển thể từ game cùng tên do công ty sản xuất Đại Vũ ở Đài Loan phát hành. Tiếp đó, anh tham gia đóng 4 trong 10 phần của phim ngắn Đổi mới 3 + 7 và tham gia biên kịch một phần phim có tên là Ánh sáng nơi thành thị. Phim được phát sóng trên kênh Đông Phương TV vào cuối năm 2012.
Ngoài những hoạt động truyền hình, trong những năm 2010 đến 2012, Hồ Ca còn đóng hai phim điện ảnh là Cách mạng Tân Hợi với vai chiến sĩ cách mạng nổi tiếng Lâm Giác Dân và phim Diva - Sau ánh hào quang với vai một nhân viên Mát-xa mù tên là Hồ Minh.
- 2013: Thâm nhập vào sân khấu kịch

Năm 2013, hoạt động chủ yếu của Hồ Ca là tham gia sân khấu kịch. Anh đã tham gia diễn hai vở kịch Như mộng chi mộng (vai Bệnh nhân số 5) và Mãi mãi Duẫn Tuyết Diễm (vai Từ Tráng Đồ). Vai diễn của anh trong Như mộng chi mộng đã gây bất ngờ cho giới phê bình kịch và nhận được nhiều đánh giá tích cực. Cùng năm, Hồ Ca tham gia đóng bộ phim truyền hình 49 ngày, được chuyển thể từ cuốn tiểu thuyết nổi tiếng Kim Lăng thập tam thoa của nữ nhà văn Nghiêm Ca Linh.
- 2014 - 2016: Sự nghiệp tái sinh và bước vào hàng ngũ diễn viên chính kịch

Năm 2014, Hồ Ca tham gia phim truyền hình chính kịch Nhật ký cuộc sống cùng đàn chị Diêm Ny và đoạt giải Diễn viên được yêu thích nhất tại Lễ trao giải Seoul International Drama Awards (SDA) 2014. Sau đó anh tiếp tục tham gia phim truyền hình Phong trung kỳ duyên (tên cũ: Đại Mạc Dao hay Tinh nguyệt truyền kỳ) dựa vào tiểu thuyết Đại Mạc Dao của nữ tác giả Đồng Hoa. Cùng năm, anh đoạt giải Nam diễn viên được ủng hộ nhất tại Liên hoan phim Thượng Hải với vai diễn trong phim truyền hình chính kịch 49 ngày: Tế.
Năm 2015 Hồ Ca đánh dấu sự trở lại của mình trong thể loại phim truyền hình qua 3 bộ phim Kẻ ngụy trang - giúp anh đạt được nhiều lời tán thưởng từ giới chuyên môn, Lang nha bảng - được coi là điểm sáng trong sự nghiệp diễn xuất của Hồ Ca cùng Thời gian tươi đẹp tạo được tiếng vang lớn, biến năm 2015 thành năm của Hồ Ca. Đặc biệt chỉ riêng vai diễn Mai Trường Tô trong Lang Nha Bảng, Hồ Ca đã mang về cho mình không ít giải thưởng lớn nhỏ (trong đó có 2 giải Thị đế Bạch Ngọc Lan và Kim Ưng, đề cử Thị đế Phi Thiên).
Năm 2016, Hồ Ca được đúc tượng sáp tại bảo tàng Madame Tussauds Bắc Kinh và trở thành người Trung Quốc đầu tiên có hai tượng sáp với hai hình tượng khác nhau đặt tại một bảo tàng Madame Tussauds cũng là người đầu tiên trong lịch sử 200 năm của Madame Tussauds được giao cùng một lúc 2 tượng sáp.
04.01.2016, Hồ Ca trở thành đại sứ du lịch Thượng Hải nhiệm kỳ 2 năm.
Cùng năm, Hồ Ca tham gia một vai khách mời phản diện trong phim điện ảnh Mùa hè năm ấy em đi đâu.
- 2017: Tạm dừng diễn xuất, đi du học

Đầu năm 2017, anh sang Mỹ du học. Anh xác nhận tạm dừng diễn xuất khoảng 2 năm để tập trung cho việc học làm đạo diễn.
Tháng 11 năm 2017, phim truyền hình Trường săn cuối cùng cũng lên sóng trên đài Hồ Nam, tuy không đạt được thành công như kỳ vọng nhưng lượt xem online của phim luôn dẫn đầu trong thời điểm đó, nam chính Hồ Ca vai Trịnh Thu Đông được đề cử Nam diễn viên xuất sắc nhất của Giải Bạch Ngọc Lan lần thứ 24.
- 2018

Tháng 4 năm 2018, Hồ Ca xác nhận tham gia phim điện ảnh Gặp gỡ ở nhà ga phía Nam của đạo diễn Điêu Diệc Nam, dự kiến sẽ ra mắt trong năm 2019.
Tháng 11 năm 2018, Hồ Ca gây bất ngờ với người hâm mộ cũng như khán giả khi góp mặt với vai trò khách mời đặc biệt trong phim điện ảnh Chào em, Chi Hoa của đạo diễn Nhật Bản Shunji Iwai cùng với Châu Tấn và Tần Hạo.
Ngoài ra anh cũng tham dự án phim điện ảnh Lý Na truyện của đạo diễn Trần Khả Tân, dự kiến sẽ ra mắt trong thời gian tới.

## Thông tin chi tiết về vụ tai nạn năm 2006
Ngày 23 tháng 7 năm 2006, Lâm Y Thần sang Trung Quốc quay Anh hùng xạ điêu với Hồ Ca, bộ phim được chuyển thể từ tác phẩm cùng tên của nhà văn Kim Dung.
Hồ Ca trở về Thượng Hải vào ngày 29 tháng 8 năm 2006. Không may, anh cùng người trợ lý bị tai nạn giao thông trên đường cao tốc. Hồ Ca sống sót trong trạng thái nguy kịch nhưng nữ trợ lý Trương Miện đi cùng xe không may qua đời tại hiện trường. Hồ Ca vượt qua cơn nguy kịch sau hơn 5 giờ đồng hồng được cấp cứu nhưng gương mặt của anh phải khâu hơn 100 mũi khâu, không còn lành lặn nữa - trở ngại cho sự nghiệp diễn xuất của anh, sự nghiệp của Hồ Ca gần như bị sụp đổ sau biến cố này. Lâm Y Thần phải về Đài Loan. Bộ phim Anh hùng xạ điêu khi đó đang trong quá trình ghi hình phải tạm hoãn trong thời gian chờ đợi Hồ Ca bình phục.
Khi đó Hồ Ca đang ở đỉnh cao sự nghiệp, nam diễn viên cũng trở nên bận rộn, anh cũng dành nhiều thời gian ở phim trường. Ekip của Hồ Ca thường xuyên phải tăng ca để cho kịp tiến độ công việc. Vì quá mệt mỏi, kiệt sức, nên hôm đó, tài xế lái xe đã gây ra tai nạn đáng tiếc. Được biết, ban đầu người lái xe là Hồ Ca, nhưng do quá buồn ngủ nên đã để tài xế lái xe, rồi anh sang ghế phụ ngồi. Lúc đó, nữ trợ lý của Hồ Ca là Trương Miện tiếp tục đổi chỗ cho anh để anh ngồi ghế sau nghỉ ngơi, chính hành động này của trợ lý Trương Miện đã cứu mạng của Hồ Ca. Người tái xế bất cẩn lái xe gây ra thảm kịch cũng phải nhập viện vì vụ tai nạn. Cuối cùng, người tài xế đó cũng phải gánh chịu trách nhiệm pháp lý và đi tù để trả giá cho hành vi của mình. Sau khi sự việc xảy ra, người tài xế đó cũng đã nhắn tin cho Hồ Ca để xin lỗi.
Bạn gái Tiết Giai Ngưng luôn bên cạnh chăm sóc cho Hồ Ca trong thời gian này, nhưng Hồ Ca khi đó muốn bỏ nghề diễn, chỉ chú tâm viết sách, phát hành sách và làm từ thiện. Sau đó, anh xuất bản cuốn hồi ký viết về những ngày trên giường bệnh mang tên Người nhặt rác hạnh phúc. Tiết Giai Ngưng khuyên Hồ Ca mãi cũng được. Các nhãn hàng, nhà tài trợ dần dần bỏ rơi Hồ Ca. Bộ phim Anh hùng xạ điêu đang quay dang dở có khả năng sẽ không bao giờ được quay tiếp nữa.
Tại Đài Loan, Lâm Y Thần và Trịnh Nguyên Sướng khởi quay bộ phim Thơ Ngây 2 (They Kiss Again) từ ngày 26 tháng 3 năm 2007. Thời gian đó Lâm Y Thần luôn giúp đỡ cho Hồ Ca khi Hồ Ca đang gặp giai đoạn khó khăn nhất trong sự nghiệp, luôn ủng hộ và động viên Hồ Ca quay lại nghề diễn viên (sau này trong các chương trình truyền hình, Hồ Ca luôn chia sẻ lại những gì Lâm Y Thần giúp đỡ anh vào thời gian đó và anh rất cảm ơn Lâm Y Thần về điều đó. Cho đến nay Hồ Ca luôn nhắc mãi hai câu Lâm Y Thần tặng cho anh: "1. Diễn xuất là quá trình khai phá nhân tính của nhân vật; 2. Dùng cả sinh mệnh để diễn xuất"). Hồ Ca dần lấy lại tinh thần. Đó cũng là thời điểm Hồ Ca từ một thần tượng trẻ tuổi trở thành một nam diễn viên trưởng thành và chín chắn để đương đầu với mọi khó khăn trong cuộc sống.
Khi Hồ Ca chuẩn bị tái xuất thì kịch bản Anh hùng xạ điêu tới kỳ hạn hợp đồng. Lúc đó, Thái Nghệ Nông (CEO công ty sản xuất Đường Nhân) phải đích thân đến Hồng Kông gặp tác giả Kim Dung thương lượng. Kim Dung dừng tất cả thủ tục ký hợp đồng với đối tác mới và gia hạn hợp đồng cũ cho ê-kíp phim Anh hùng xạ điêu thêm 1 năm, đồng thời không yêu cầu thêm tiền lệ phí bản quyền. Đặc biệt, Kim Dung còn chuyển lời động viên đến Hồ Ca: "Trải qua đại nạn, tất có đại thành, tiếp tục nỗ lực, cuối cùng sẽ thành công". Kim Dung cũng đề nghị sẽ cho thêm cảnh quay Quách Tĩnh thụ thương vì quá chiêu với cao thủ nhằm giải thích cho sự biến đổi khuôn mặt của Hồ Ca.
Thời gian này, Hồ Ca đã tích cực tập luyện cưỡi ngựa và luyện võ để có thể sớm trở lại làm việc. Nói về quãng thời gian chiến đấu với bệnh tật và những vết đau, nam diễn viên cho biết: “Tôi luôn cảm thấy, cuộc đời tôi quá bằng phẳng và ít trở ngại. Tôi lo sợ một ngày nào đó cuộc sống của tôi cũng như bong bóng xà phòng, vụt tan biến mất. Thế rồi, ngày đó tìm đến với tôi”. Những ngày tháng đó, Hồ Ca đã phải chiến đấu với nỗi sợ hãi về việc không thể nhìn thấy được do vết thương gần mí mắt, và một gương mặt đầy những vết thương. Nhưng chính quãng thời gian khó khăn đó đã giúp Hồ Ca rèn luyện ý chí và nghị lực. “Tôi nhận ra rằng, cái chết còn ở quá xa mình. Tôi vẫn còn có trách nhiệm đối với cuộc sống này. Có lẽ, ông trời muốn thử thách tôi, muốn tôi nếm trải cảm giác đau đớn để hiểu được hạnh phúc mà mình đang có. Thật tuyệt vời, tôi đã sống!”, Hồ Ca tâm sự.
Đến ngày 31 tháng 8 năm 2007, Hồ Ca chính thức quay lại phim trường Anh hùng xạ điêu để đóng tiếp vai Quách Tĩnh. Sau khi vắng mặt một thời gian dài Hồ Ca đã chính thức tái xuất màn ảnh dù gương mặt anh vẫn cần phẫu thuật thêm cho lành hẳn. Lâm Y Thần liền tạm ngưng quay Thơ Ngây 2, bay từ Đài Loan, trung chuyển qua Hồng Kông, rồi sang Trung Quốc, tiếp tục vào vai Hoàng Dung để quay cho xong bộ phim còn dang dở với Hồ Ca. Ngày 29 tháng 10 năm 2007 Hồ Ca tổ chức sinh nhật hoành tráng cho Lâm Y Thần ngay tại phim trường Anh hùng xạ điêu này để cảm ơn Lâm Y Thần đã vực dậy tinh thần cho anh quay lại với nghề diễn (Hồ Ca cho cột dây đưa Lâm Y Thần lên không trung rồi bắn pháo hoa khắp các rặng núi xung quanh, sau đó Hồ Ca tặng bánh kem khá to cho Lâm Y Thần).

## Đời tư
Hồ Ca được biết đến là nam diễn viên rất được yêu thích và có mối quan hệ rộng rãi với nhiều nghệ sĩ khác. Anh được cho là bạn thân thiết của nhiều nghệ sĩ nổi tiếng như Lâm Y Thần, Lưu Diệc Phi, Dương Mịch, Đường Yên, Lưu Đào, Viên Hoằng, Lưu Thi Thi, Bành Vu Yến, Vương Khải, Cận Đông và Hoắc Kiến Hoa.
Anh từng công khai hẹn hò với bạn gái là Tiết Giai Ngưng vào năm 2006, đến năm 2009 hai người chia tay trong êm đẹp. Sau đó Hồ Ca tuyên bố hẹn hò với Giang Sở Ảnh vào tháng 12 năm 2014 nhưng cũng nhanh chóng chia tay vào năm 2015. Hiện anh đã có vợ và 1 con gái.
Hồ Ca có đam mê đặc biệt với nhiếp ảnh và có sở thích nuôi mèo. Anh được cho là đang nuôi khoảng 5 chú mèo.

## Fanclub
Fanclub chính thức của Hồ Ca là Cổ Nguyệt Ca Khiếm, chọn ngày 11.11.2004 là ngày kỷ niệm. Màu sắc đại diện là màu xanh dương.
Tên Fanclub là một cách chơi chữ, 2 chữ Hồ Ca (胡歌) trong tiếng Trung tách thành 4 chữ Cổ Nguyệt Ca Khiếm (古月哥欠).
Ngày 11.11 mang ý nghĩa "Nhất sinh nhất thế. Nhất tâm nhất ý" (tạm dịch: 1 đời 1 kiếp 1 lòng 1 dạ).
Khẩu hiệu chung của Cổ Nguyệt Ca Khiếm là: "Hồ Ca vô khả thủ đại. Cổ Nguyệt dữ nhĩ đồng tại" (Hồ Ca không thể thay thế. Cổ Nguyệt mãi ở bên anh).

## Phim

### Phim điện ảnh
| Năm công chiếu | Tựa đề                                  | Vai                            |
| -------------- | --------------------------------------- | ------------------------------ |
| 2019           | The Wild Goose Lake                     | Chu Trạch Nông                 |
| 2018           | Chào em, Chi Hoa 你好, 之华             | Trương Siêu (cameo)            |
| 2016           | Mùa hạ năm ấy em đi đâu                 | Viên Thư - Kẻ sát nhân (cameo) |
| 2013           | Đại thoại thiên tiên 大话天仙           | Sát thủ Hắc Đế vương (cameo)   |
| 2012           | Sau ánh hào quang 华丽之后              | Hồ Minh                        |
| 2010           | Cách mạng Tân Hợi 辛亥革命              | Lâm Giác Dân                   |
| 2008           | Kiếm điệp (Chuyện tình kiếm khách) 剑蝶 | Mã Thừa Ân                     |
| 2006           | Số điện thoại thứ 601 第601个电话       | Tiểu Văn                       |
| 2004           | Nghi thần nghi quỷ 疑神疑鬼             | Thẫm Lãng                      |
| 2002           | Giả trang không cảm giác 假装没感觉     | Khản Khản                      |
| 1999           | Quốc ca 国歌                            | Quần chúng                     |

### Phim truyền hình
| Năm phát sóng | Tựa đề                                               | Vai                                              |
| ------------- | ---------------------------------------------------- | ------------------------------------------------ |
| 2024          | Phồn hoa                                             | A Bảo                                            |
| 2024          | Cơ quan huyện ủy                                     | Mai Hiểu Ca                                      |
| 2017          | Trường Săn 猎场                                      | Trịnh Thu Đông                                   |
| 2017          | Sóng gió khoa ngoại                                  | Hồ Ca (cameo)                                    |
| 2015          | Thời gian tươi đẹp 大好时光                          | Viên Hạo                                         |
| 2015          | Kẻ Ngụy Trang 伪装者                                 | Minh Đài                                         |
| 2014          | Cơn lốc xoáy 11 người 旋风十一人                     | Mặc Kỳ                                           |
| 2014          | Nhật ký cuộc sống 生活启示录                         | Bào Gia Minh                                     |
| 2014          | Lang Nha Bảng 琅琊榜                                 | Mai Trường Tô                                    |
| 2013          | Hồi ức 49 ngày 四十九日·祭                           | Đới Đào                                          |
| 2013          | Chung cư tình yêu 4 爱情公寓第四季                   | Dino (cameo)                                     |
| 2012          | Phong trung kỳ duyên/Đại Mạc Dao/ Kỳ Duyên Trong Gió | Mạc Tuần                                         |
| 2012          | Hiên Viên kiếm 轩辕剑之天之痕                        | Vũ Văn Thác / Kiếm Si                            |
| 2011          | Cao thủ như lâm 无懈可击之高手如林                   | Từ Nhiên                                         |
| 2010          | Hương Cách Lý Lạp 香格里拉                           | Trát Tây Bình Thố                                |
| 2010          | Modern Tân nhân loại 摩登新人类                      | Tạ Phi Phàm                                      |
| 2010          | Cà phê đắng 苦咖啡                                   | Trần Tông                                        |
| 2009          | Thần thoại 神话                                      | Dịch Tiểu Xuyên / Mông Nghị                      |
| 2009          | Tiên kiếm kỳ hiệp 3 仙剑奇侠传三                     | Cảnh Thiên / Long Dương / Phi Bồng / Lý Tiêu Dao |
| 2008          | Anh hùng xạ điêu 射雕英雄传                          | Quách Tĩnh                                       |
| 2007          | Thiếu niên Dương gia tướng 少年杨家将                | Dương Lục Lang                                   |
| 2006          | Thiên ngoại phi tiên 天外飞仙                        | Đổng Vĩnh/Địa Qua/Vĩnh Tài                       |
| 2006          | Đừng yêu tôi 别爱我                                  | Từ Phong                                         |
| 2005          | Tiên kiếm kỳ hiệp 仙剑奇侠传                         | Lý Tiêu Dao                                      |
| 2005          | Liêu Trai - Tiểu Thiện 聊斋志异之小倩                | Ninh Thái Thần                                   |
| 2003          | Bồ công anh 蒲公英                                   | Trình Hạo                                        |

### Phim hoạt hình
| Năm phát sóng | Tựa đề                                     | Vai          |
| ------------- | ------------------------------------------ | ------------ |
| 2012          | McDull trong trái tim tôi 麦兜当当伴我心   | McDull       |
| 2012          | Đại náo thiên cung 大闹天宫3D              | Vũ khúc tinh |
| 2012          | Thiếu niên Nhạc Phi truyền kỳ 少年岳飞传奇 | Nhạc Phi     |
| 1999          | Bảo liên đăng 宝莲灯                       | Trầm Hương   |

### Kịch sân khấu
| Năm  | Tựa đề                               | Vai            |
| ---- | ------------------------------------ | -------------- |
| 2013 | Như mộng chi mộng 如梦之梦           | Bệnh nhân số 5 |
| 2013 | Mãi mãi Duẫn Tuyết Diễm 永远的尹雪艳 | Từ Tráng Đồ    |

### Phim ngắn
| Năm  | Tựa đề                                         | Tên tiếng Trung       | Vai           |
| ---- | ---------------------------------------------- | --------------------- | ------------- |
| 2012 | Đổi mới 3+7 - Sắc màu ngày thứ sáu             | 刷新3+7之彩色星期五   | Cảnh sát      |
| 2012 | Đổi mới 3+7 - Đám cưới                         | 刷新3+7之喜宴         | La Dược Nhiên |
| 2012 | Đổi mới 3+7 - Cửa hiệu chung của chúng ta      | 刷新3+7之说好我们的店 | Trần Kiệt     |
| 2012 | Đổi mới 3+7 - Thị trấn nhỏ có nhiều câu chuyện | 刷新3+7之小城故事多   | Tên ngốc      |

### Phim quảng cáo
| Năm  | Tựa đề                   | Tên tiếng Trung | Vai            |
| ---- | ------------------------ | --------------- | -------------- |
| 2016 | Đại thoại Tây du 2       | 大话西游        |                |
| 2012 | Thiên Long bát bộ Online | 天龙八部 Online | Đoàn Dự        |
| 2012 | Mộng hồi Lộc Đỉnh ký     | 夢迴鹿鼎記      | Vi Tiểu Bảo    |
| 2009 | Mộng Ảo Tru Tiên         | 夢幻誅仙        | Trần Ngự Phong |

### Âm nhạc
| Tên tiếng Trung                  | Tên tiếng Việt                         | Ghi chú                                                     |
| -------------------------------- | -------------------------------------- | ----------------------------------------------------------- |
| 盛开, Shēng kai                  | Nở Rộ                                  | nhạc chủ đề của phim Trường Săn - Dục vọng liệp trường      |
| 风起时, Fēng qǐ shí              | Phong khởi thì (khi gió nổi lên)       | ca khúc trong phim Lang Nha Bảng                            |
| 好好过, Hǎo hǎo guò              | Sống thanh thản                        | ca khúc trong phim Phong trung kỳ duyên                     |
| 一篇故事,Yī piān gù shì          | Một câu chuyện                         | ca khúc cuối phim Đổi mới 3+7                               |
| 指纹, Zhi wen                    | Dấu vân tay                            | ca khúc trong phim Hiên Viên kiếm - Thiên chi ngân          |
| 一吻天荒, Yi wen tian huang      | Nhất vẫn thiên hoang                   | ca khúc chủ đề của phim Hiên Viên kiếm - Thiên chi ngân     |
| 高手, Gao shou                   | Cao thủ                                | ca khúc chủ đề của phim Cao thủ như lâm                     |
| 我不做英雄, Wo bu zuo ying xiong | Tôi không làm anh hùng                 | nhạc game Mộng hồi Lộc Đỉnh ký                              |
| 一念執著, Yi nian zhi zhuo       | Nhất niệm chấp trác                    | ca khúc trong phim Bộ bộ kinh tâm, hát cùng Alan Dawa Dolma |
| 天地梅花开, Tiān dì méi huā kāi  | Thiên địa mai hoa khai                 | ca khúc trong phim Quái hiệp Nhất Chi Mai                   |
| 敢不敢爱, Gan bu gan ai          | Dám yêu hay không                      | nhạc game Mộng Ảo Tru Tiên                                  |
| 美丽的神话, Mei li de shen hua   | Mỹ lệ thần thoại                       | ca khúc chủ đề của bộ phim Thần thoại, hát cùng Bạch Băng   |
| 忘记时间, Wang ji shi jian       | Lãng quên thời gian                    | ca khúc trong phim Tiên kiếm kỳ hiệp 3                      |
| 光棍, Guang gun                  | Quang côn                              | ca khúc trong phim Tiên kiếm kỳ hiệp 3                      |
| 乌云然, Wu yun ran               | Ô vân nhiên                            | ca khúc trong phim Anh hùng xạ điêu                         |
| 告诉他我爱她, Gao su ta wo ai ta | Nói với anh ấy, tôi yêu nàng           | ca khúc trong phim Thiếu niên Dương gia tướng               |
| 爱你不会变, Ai ni bu hui bian    | Yêu em không đổi thay                  | ca khúc trong phim Đừng yêu tôi                             |
| 一刻永远, Yi ke yong yuan        | Khoảnh khắc vĩnh viễn                  | ca khúc trong phim Đừng yêu tôi                             |
| 天亮以后, Tian liang yi hou      | Sau khi trời sáng (Thiên lương dĩ hậu) | ca khúc trong phim Thiên ngoại phi tiên                     |
| 月光, Yue guang                  | Ánh trăng (Nguyệt quang)               | ca khúc trong phim Thiên ngoại phi tiên                     |
| 六月的雨, Liu yue đe yu          | Mưa tháng sáu                          | ca khúc trong phim Tiên kiếm kỳ hiệp                        |
| 逍遥叹, Xiao yao tan             | Tiêu Dao thán                          | ca khúc trong phim Tiên kiếm kỳ hiệp                        |

Ngoài ra, Hồ Ca cũng phát hành 3 album âm nhạc là: Trân trọng, Xuất phát và Lam quang (Blue Ray)

## Các MV có sự hiện diện của Hồ Ca
- The Little Fairy 天外飛仙 - 一眼萬年 (S.H.E) 2006 (Hồ Ca ghép đôi với Lâm Y Thần)
- The Little Fairy 天外飛仙 - 千年淚 (Tank) 2006 (Hồ Ca ghép đôi với Lâm Y Thần)
- The Little Fairy 天外飛仙 - 天亮以後 (Hồ Ca - 胡歌) 2006 (Hồ Ca ghép đôi với Lâm Y Thần)
- The Little Fairy 天外飛仙 - 古靈精怪 (吳艾倫 & 林靜) 2006 (Hồ Ca ghép đôi với Lâm Y Thần)
- The Little Fairy 天外飛仙 - 月光 (Hồ Ca - 胡歌) 2006 (Hồ Ca ghép đôi với Lâm Y Thần)
- The Little Fairy 天外飛仙 - 棋只 2006 (Hồ Ca ghép đôi với Lâm Y Thần)

## Các chương trình truyền hình
- Buổi quảng bá cho bộ phim Thiên ngoại phi tiên 2006 tại Đài truyền hình Thượng Hải (1/2006)
- Chương trình Special VJ Tinh Đang Gia của Trung Quốc (1/2006) cùng Lâm Y Thần, TAE, Đậu Trí Khổng quảng bá cho bộ phim Thiên ngoại phi tiên 2006, Tiên kiếm kỳ hiệp 2005
- Kịch Huyền Mãn Thiên Tinh 剧炫满天星宣传天外飞仙 tại Đài truyền hình của Thượng Hải (1/2006) cùng Lâm Y Thần, Từ Cẩm Giang, Lục Đinh Vu quảng bá cho bộ phim Thiên ngoại phi tiên 2006, Tiên kiếm kỳ hiệp 2005

## Giải thưởng
- 2023: Giải Chiếc cốc vàng (Kim Tước) Liên hoan phim Thượng Hải lần thứ 25 cho Nam diễn viên chính xuất sắc nhất (Ảnh đế) trong phim "Chuyến đi này đáng giá"
- 2023: Đêm hội Weibo 2022 (Weibo Night 2022)- King of Weibo
- 2017: Lễ trao giải Phim truyền hình Trung Quốc chất lượng 2017— Ngôi sao xuất sắc của năm
- 2016: Lễ trao giải Phi Thiên lần thứ 30- đề cử Nam diễn viên xuất sắc nhất
- 2016: Lễ trao giải Kim Ưng lần thứ 11 – Nam diễn viên được yêu thích nhất (Thị Đế)
- 2016: Lễ trao giải Kim Ưng lần thứ 11 – Nam diễn viên có nhân khí cao nhất
- 2016: Đêm hội thường niên GQ - Lễ trao giải Men of the year – Quý ông của năm
- 2016: LHP Truyền hình Thượng Hải lần thứ 22 - Lễ trao giải Bạch Ngọc Lan – Nam diễn viên xuất sắc nhất (vai diễn Mai Trường Tô trong Lang gia bảng)
- 2016: Danh sách ngôi sao quyền lực 2015 – Nam diễn viên đại lục nổi tiếng nhất
- 2016: Đêm hội thường niên về sản xuất và phát triển phim truyền hình 2016 – Diễn viên truyền hình có sức hút nhất năm
- 2016: Đêm hội thường niên về sản xuất và phát triển phim truyền hình 2016 – Diễn viên chất lượng của năm
- 2015: Lễ trao giải Netease Attitude Awards – Nam thần thực lực có thái độ tích cực
- 2015: Lễ trao giải Phi Thiên lần thứ 30 – Phim truyền hình ưu tú (phim Lang Gia Bảng)
- 2015: Quốc kịch thịnh điển 2015 – Nam diễn viên xuất sắc nhất
- 2015: Lễ trao giải ELLE Style Awards 2015 – Nhân vật được tìm kiếm nhiều nhất
- 2015: Lễ trao giải ELLE Style Awards 2015 – Thần tượng ELLE 2015
- 2015: Đêm hội IQIYI-Lễ trao giải "Ái Kỳ Nghệ Tiêm Khiếu Chi Dạ" – Nam diễn viên xuất sắc nhất của năm
- 2015: Lễ trao giải TQ Niên độ tân duệ bảng 2015 – Nghệ sĩ của năm
- 2015: Lễ trao giải Baidu Moments Marketing Ceremony 2015 – Nam nghệ sĩ có giá trị thương mại cao nhất năm
- 2015: Ngu lạc ảnh hưởng lực thịnh điển 2015 – Nhận vật có sức ảnh hưởng nhất năm
- 2015: Hội thảo phim truyền hình châu Á – Giải cống hiến đặc biệt châu Á (phim Nhật Ký Cuộc Sống và Thời Gian Tươi Đẹp)
- 2015: Lễ trao giải Văn Vinh lần thứ 2 – Nam diễn viên xuất sắc nhất
- 2014: Quốc kịch thịnh điển 2014 – Nam diễn viên được hoan nghênh nhất năm
- 2014: Lễ trao giải Seoul International Drama Awards (SDA) 2014 – Diễn viên được yêu thích nhất
- 2013: Lễ hội ảnh thị sinh viên Trung Quốc năm 2013 – Nam diễn viên truyền hình được yêu thích nhất (phim Hiên Viên Kiếm Thiên Chi Ngân)
- 2013: Quảng trường văn hóa Thượng Hải năm 2013 – Nam diễn viên chính được yêu thích nhất (kịch sân khấu Mãi Mãi Duẫn Tuyết Diễm)
- 2013: Nghệ thuật biểu diễn sân khấu Denny năm 2013 – Nam diễn viên xuất sắc nhất (kịch sân khấu Như Mộng Chi Mộng)
- 2012: Quốc kịch thịnh điển 2012 – Nam diễn viên nổi tiếng nhất
- 2012: Hoa đỉnh bách cường truyền hình – Nam diễn viên xuất sắc nhất thể loại phim truyền kì
- 2011: Lễ trao giải phim truyền hình của đài An Huy – Nam diễn viên được yêu thích nhất Đại Lục
- 2011: Lễ trao giải phim truyền hình mạng Youku – Nam diễn viên được yêu thích nhất
- 2010: Lễ trao giải Modern Thượng Hải triều – Nhân vật trào lưu của năm
- 2010: Hoa đỉnh bách cường truyền hình – Nam diễn viên xuất sắc nhất thể loại phim truyền kì và Bộ phim xuất sắc nhất thể loại truyền kỳ (phim Thần thoại)
- 2010: Lễ trao giải truyền hình sinh viên Trung Quốc - Diễn viên được yêu thích nhất qua bình chọn mạng
- 2010: Truyền hình Phúc Kiến nửa đầu năm 2010 - Diễn viên được yêu thích nhất
- 2010: Liên hoan phim truyền hình Thượng Hải lần thứ 16 – Phim truyền hình được yêu thích nhất (phim Tiên kiếm kỳ hiệp 3)
- 2010: Lễ hội mùa xuân phim truyền hình mạng Sohu – Phim truyền hình có sức sống nhất (phim Tiên kiếm kỳ hiệp 3)
- 2010: Lễ hội mùa xuân phim truyền hình mạng Sohu – Phim truyền hình được yêu thích nhất (phim Thần thoại)
- 2010: Lễ hội mùa xuân phim truyền hình mạng Sohu – Nam diễn viên có sức thu hút nhất
- 2009: Bảng giải trí năm 2009 – Nam diễn viên Đại lục được yêu thích nhất
- 2009: Truyền hình Hồ Nam & Baidu Entertainme nt – Bài hát chủ đề game online (ca khúc Dám yêu hay không)
- 2009: Hàng triệu khán giả & 100 phó nnng viên giải trí bỏ phiếu bình chọn – Ngôi sao thế hệ mới sinh sau năm 80 (Hồ Ca - người đứng đầu Tân tứ đại tiểu sinh)
- 2009: Liên minh các thành phố trong năm 2008 tại Đài truyền hình Phúc Kiến – Diễn viên được khán giả yêu thích nhất
- 2009: Truyền hình Phúc Kiến năm 2008 lễ trao giải Ngã ái ngã kịch (Tôi yêu phim của tôi) – Giải thưởng Cống hiến
- 2008: Billboard Music Festival – Nghệ sĩ mới xuất sắc nhất
- 2007: Danh sách người nổi tiếng năm 2006 - Giải nghệ sĩ Trung Quốc
- 2007: Trung Quốc Sprite Billboard 2006 - Giải thưởng Nghệ sĩ mới xuất sắc
- 2006: Tinh quang đại điển 2006 - Tứ đại tiểu sinh nổi tiếng nhất
- 2006: Tinh quang đại điển 2006 - Diễn viên triển vọng nhất
- 2006: Lễ trao giải phim truyền hình phong vân lần 2 - Nam diễn viên đại lục được yêu thích nhất
- 2006: Lễ trao giải phim truyền hình phong vân lần 2 - Diễn viên đại lục triển vọng nhất
- 2005: Trung Quốc Sprite Music Billboard 2005 – Ca khúc phim truyền hình xuất sắc nhất (ca khúc Tiêu Dao thán)
- 2005: Thiên địa anh hùng bảng - Giải thưởng Đông thành tây tựu
- 2005: Siêu cấp MTV năm 2005 – Nhân vật phong cách nhất
- 2004: Tân diệu Đông phương – Giải thưởng Huyễn ảnh phong thượng

### Forbes China Celebrity 100
| Năm  | Hạng | Ref.   |
| ---- | ---- | ------ |
| 2006 | 90   |        |
| 2007 | 50   |        |
| 2015 | 63   | [ 18 ] |
| 2017 | 18   | [ 19 ] |
| 2019 | 3    | [ 20 ] |
| 2020 | 24   | [ 21 ] |